# Мілашина Олена Валеріївна
Олена Валеріївна Мілашина  (28 жовтня 1978, Дальнєгорськ, Приморський край, РРФСР, СРСР) — російська журналістка, спеціальна репортерка і редакторка відділу спецпроєктів «Нової газети».

## Біографія
Народилася 28 жовтня 1977 року в Дальнєгорську, Приморський край. Вчилася в школі в Амурську.
У 1994—1995 роках взяла участь у програмі обміну FLEX. Це допомогло їй в подальшому вступі до Московського державного університету.
З 1997 року почала працювати репортеркою і журналісткою «Нової газети», паралельно навчалася. Одним з її наставниць була Ганна Політковська.
У 2000 році опублікувала серію матеріалів, присвячених катастрофі АПЛ «Курськ», за що отримала нагороду Спілки журналістів Росії «Золоте перо Росії» в категорії «Журналістські розслідування».
У 2001 році закінчила факультет журналістики МДУ імені Ломоносова.
Напрямками професійного інтересу є теми корупції, порушення прав людини на Північному Кавказі і в Чечні зокрема, розслідування теракту в Беслані (2004), вбивства Ганни Політковської (2006) та Наталії Естемірової (2009), конфлікту в Південній Осетії (2008). У жовтні 2009 року Олена Мілашина стала лауреатом щорічної премії міжнародної правозахисної організації Human Rights Watch.
16 лютого 2006 року на неї скоєно напад у Беслані.
У березні 2010 року підписала звернення російської опозиції «Путін має піти».
5 квітня 2012 року Мілашину побили в підмосковній Балашисі. За її словами, нападники жорстоко побили й пограбували її. Вона також повідомила, що під'їхав через півтори години поліцейський патруль і не надав їй допомоги.
8 березня 2013 року Мілашину відзначено спеціальною нагородою Держдепартаменту США «Відважні жінки світу». «За безстрашну і мужню журналістську роботу та за захист прав людини в Росії і в сусідніх країнах ми визнаємо Олену Мілашину мужньою жінкою», — цими словами держсекретар США Джон Керрі представив Олену Мілашину на церемонії. Вручала нагороду дружина президента США Мішель Обама.
У 2015 році Мілашина займалася розслідуванням резонансної справи про весілля начальника РВВС Ножай-Юртовського району та неповнолітньої дівчини. У зв'язку з цією справою отримувала погрози вбивства.
У 2017 році стала авторкою розслідування про масові переслідування геїв у Чечні. У зв'язку з чим отримала велику кількість погроз.
4 липня 2023 року в Чечні невідомі в масках напали на Олену Мілашину та адвоката Олександра Немова. Вони перехопили їх дорогою з аеропорту до Грозного і жорстоко побили ногами, знищили техніку та документи. Таксі Мілашиної та Немова було заблоковано трьома автомобілями, а нападники заявили: «Виїжджайте звідси, вас попереджали. Нічого не пишіть». Мілашина була облита зеленкою, їй намагалися зламати пальці, били по них, вимагаючи паролі від телефонів. 5 липня Олена Мілашина та Олександр Немов доставлені до клініки у Москві. Постраждалі прилітали до Чечні для висвітлення у суді справи Зареми Мусаєвої.
Пізніше Олена Мілашина розповіла проєкту «Живой гвоздь», що не збирається відмовлятися від поїздок до Чечні: «Я продовжу їздити в Чечню, хоче цього Кадиров чи не хоче».

## Нагороди
- Премія Союзу журналістів Росії «Золоте перо Росії» в категорії «Журналістські розслідування» (2001) — за серію матеріалів про катастрофу АПЛ «Курськ»[23].
- Премія Human Rights Watch ім'я Алісон Де Форджес[en] (2009) — «за особисту мужність і боротьбу з корупцією та за дотримання прав людини в Росії»[24].
- Премія Московської Гельсінської групи (2009) — «за журналістську діяльність з просування цінностей прав людини»[25].
- Нагорода «Відважні жінки світу» Держдепу США (2013) — «за безстрашну і мужню журналістську роботу і за захист прав людини в Росії і в сусідніх країнах»[26].
- Премія імені Ахмеднаби Ахмеднабиева (2015) — за матеріал «Навколо пальців», опублікований 7 листопада 2014 року[27].
- Премія імені Герда Буцеріуса «Вільна преса Східної Європи[ru]» (2016) — за внесок у підвищення рівня обізнаності про різні тактики залякування, використовуваних владою Чечні для придушення критичних голосів[28].
- Премія «Редколегія» (2017) (спільно з Іриною Гордієнко і Оленою Костюченко) — «за серію публікацій про переслідування і вбивство геїв в Чечні»[29].